# Gabriel Ngalula Mbuyi
Pour les articles homonymes, voir Ngalula.
Gabriel Ngalula Mbuyi dit "Junior" est un footballeur belge né le 1er juin 1982 à Kinshasa ( République démocratique du Congo). Jouant un rôle en vue au RSC Anderlecht il est sur le point de devenir international belge avant de se blesser gravement. Depuis sa carrière semble au point mort: Prêt à Mons puis Stoke City il tente de rebondir au Standard de Liège mais ne parvient pas à s'imposer dans le noyau surtout après le départ de l'entraîneur hollandais Johan Boskamp qui l'avait déjà eu sous ses ordres en Angleterre. Prêté au KSV Roulers par le Standard il est envoyé dans le noyau 'B après quelques mois dans ce club. Aujourd'hui Gabriel Ngalula Mbuyi est directeur sportif au BX Brussels.

## Carrière
- 2001-05 : RSC Anderlecht  Belgique
- 2004-05 : RAEC Mons  Belgique
- 2005-06 : Stoke City  Angleterre
- 2006-07 : Standard de Liège  Belgique 1m/0b
- 2007-08 : KSV Roulers  Belgique